# مارثا سيسيليا رويز
مارثا سيسيليا رويز (بالإسبانية: Martha Cecilia Ruiz)‏ هي صحفية وكاتِبة وشاعرة نيكاراغوية، ولدت في 25 نوفمبر 1972 في ماناغوا في نيكاراغوا.